# Aðalvík
Aðalvík est une baie d'Islande située dans la région des Vestfirðir, au bout de la péninsule la plus septentrionale d'Islande, Hornstrandir. 